# Санта-Мария-а-Вико
Санта-Мария-а-Вико (итал. Santa Maria a Vico) — город в Италии, располагается в регионе Кампания, в провинции Казерта.
Население составляет 13 423 человека, плотность населения составляет 1342 чел./км². Занимает площадь 10 км². Почтовый индекс — 81028. Телефонный код — 0823.
Покровителем коммуны почитается святитель Николай Мирликийский чудотворец, празднование 6 декабря.